# Kalikst Malczewski
Kalikst Malczewski herbu  Abdank (ur. ok. 1780, zm. 21 września 1850 w Pawłówku) – polski szlachcic, syn  Ignacego (pisarza grodzkiego w Kaliszu, zm. 1790) i Marcjanny Estery z Radońskich (zm. 1790), starszy brat Hipolita (1787–1834), stryj wojskowego Adolfa Ignacego.
Z pierwszą żoną Ewą miał dwoje dzieci: Albina (1809–1873) oraz Pelagię Łucję (ok. 1811–1817). Z drugą żoną Barbarą nie miał potomstwa.
Z trzecią żoną Michaliną z Justyńskich miał sześcioro dzieci: Alfonsa (1831–1865), Pelagię (1832–1858), Bolesława (1838–1856), Stanisławę (1839–1852) Mieczysława (ur. ok. 1840) i Kazimierza (ur. ok. 1850).